# تیاگو مونتیرو (تنیس‌باز)
تیاگو مونتیرو (پرتغالی: Thiago Monteiro؛ زادهٔ ۳۱ مهٔ ۱۹۹۴) تنیس‌باز اهل برزیل است.